# Hestesletten
Das Hestesletten (norwegisch für Pferdeebene) ist eine glaziale Hochebene nahe der Nordküste Südgeorgiens. Sie liegt zwischen den Hamberg Lakes und der Cumberland East Bay. Sie ist mit Tussockgras bewachsen, in nordost-südwestlicher Richtung 3 km lang und 1,2 km breit.
Seinen Namen erhielt die Ebene in Erinnerung an eine kleine Pferdeherde, die von 1905 durch die South Georgia Exploration Company eingeführten Tieren abstammte und für einige Jahre hier lebte.